# Étienne Balázs
Étienne Balázs (także: István Balázs) (ur. 24 stycznia 1905 w Budapeszcie, zm. 29 listopada 1963 w Paryżu) – węgierski sinolog.

## Życiorys
Étienne Balázs spędził dzieciństwo w Budapeszcie. Tam też rozpoczął studia filozofii i historii religii. Interesował się taoizmem i buddyzmem. Następnie od roku 1923 studiował w Berlinie pod kierunkiem znanego niemieckiego sinologa Otto Frankego. W 1930 roku obronił pracę doktorską z ekonomicznej historii Chin w czasie dynastii Tang. W 1935 roku musiał opuścić Niemcy za antynazistowskie poglądy. Udał się do Paryża, a w 1940 roku, przed zajęciem miasta przez Hitlera, do wioski Meauzac na południu Francji. Tam doczekał końca wojny. W 1950 roku został dyrektorem Narodowego Centrum Badań Naukowych (Centre National de la Recherche Scientifique) w Paryżu. Zajmował się badaniem ekonomicznej historii Chin na podstawie kronik dynastycznych. Za prace z tej dziedziny otrzymał w 1953 roku Nagrodę Stanisława Julien.

## Publikacje
- Beiträge zur Wirtschaftsgeschichte der T'ang-Zeit (618–906) (Berlin 1932)
- Political Theory and Administrative Reality in Traditional China (Londyn 1965)
- Chinese Civilization and Bureaucracy (Yale 1967)